# Simon Fraser, 11:e lord Lovat
Simon Fraser, 11:e lord Lovat, född omkring 1667, dod den 9 april 1747 i London, var en skotsk klanledare.
Fraser, som var känd under namnet the Fox ("räven"), var vida beryktad som intrigmakare. År 1698 hade han blivit dödsdömd för det att han med våld tvingat änkan efter den 9:e lord Lovat till giftermål med sig, för att säkra den egna linjens innehav av godset Lovat. Som landsflykting sökte han i Paris vinna jakobiternas förtroende, men förgäves, och nödgades tillbringa en längre tid i ett franskt fängelse. 
Vid 1715 års resning i Skottland höll Fraser med sin klan fast vid regeringen och omöjliggjorde därigenom resningens framgång i nordligaste Skottland, varför han 1716 erhöll full benådning; något senare återförvärvade han även släktgodsen. I högländerna växte hans personliga inflytande alltmer, samtidigt med att Fraser sökte vidmakthålla förtroliga förbindelser såväl med regeringen som med den Stuartske pretendenten. 
Vid 1745 års resning fortsatte han i det längsta sitt dubbelspel, togs i december samma år som gisslan för klanens regeringstrohet, men flydde kort därpå, infångades ånyo kort efter Cullodenslaget, insattes i Towern, dömdes till döden som förrädare och blev 1747 avrättad under livligt deltagande från allmänhetens sida. Hans gods och titel förverkades. De förra återvanns av sonen Simon Fraser av  Lovat, men den senare återfick en släkting formellt först 1854.